# Hipposideros khaokhouayensis
Hipposideros khaokhouayensis (Guillén-Servent & Francis, 2006) è un pipistrello della famiglia degli Ipposideridi endemico del Laos.

## Descrizione

### Dimensioni
Pipistrello di piccole dimensioni, con la lunghezza dell'avambraccio tra 46 e 49 mm, la lunghezza della coda tra 37 e 37,5 mm, la lunghezza delle orecchie tra 24 e 26 mm e un peso fino a 9,6 g.

### Aspetto
La pelliccia è lunga. Le parti dorsali sono marroni, con la base dei peli bianca, mentre le parti ventrali sono più chiare. Sui lati del collo sono presenti delle bande di peli più scuri. Le orecchie sono marroni, larghe, lunghe e con l'estremità smussata. La foglia nasale presenta una porzione anteriore larga, con un profondo e stretto incavo al centro del bordo inferiore e una foglietta supplementare rudimentale su ogni lato, un setto nasale largo di forma discoidale, una porzione intermedia con due escrescenze ciascuna fornita di una vibrissa, una porzione posteriore con tre setti verticali che la dividono in quattro celle. Nei maschi è presente una sacca frontale da dove fuoriesce un ciuffo di peli scuri e rigidi. La coda è lunga e inclusa completamente nell'ampio uropatagio. 

### Ecolocazione
Emette ultrasuoni ad alto ciclo di lavoro sotto forma di impulsi a frequenza costante di 69–71 kHz.

## Biologia

### Alimentazione
Si nutre di insetti.

### Riproduzione
Due femmine gravide sono state catturate in giugno.

## Distribuzione e habitat
Questa specie è conosciuta soltanto in due località nel nord del Laos.
Vive nelle foreste sempreverdi all'interno di regioni con ammassi calcarei tra 180 e 400 metri di altitudine.

## Conservazione
La IUCN Red List, considerato l'areale limitato e il declino nell'estensione e nella qualità del proprio habitat, classifica H.khaokhouayensis come specie vulnerabile (VU).